# 영동고등학교 (경북)
영동고등학교(永東高等學校)는 대한민국 경상북도 영천시 야사동에 있는 사립 고등학교로, 이 학교는 1974년에 개교되었다. 

## 학교 연혁
- 1972년 7월 17일 : 학교법인 봉은 학원 인수, 영동교육재단 설립
- 1972년 8월 20일 : 초대 이사장 박진식 선생 취임
- 1974년 1월 12일 : 영동고등학교 6학급 설립인가
- 1974년 9월 12일 : 초대 교장 정준기 선생 취임
- 1977년 1월 8일 : 제1회 졸업식 (106명)
- 1998년 10월 1일 : 학칙변경 인가 (18학급)
- 2001년 8월 25일 : 성실관(기숙사) 개관
- 2005년 1월 24일 : 황토도서관 신축
- 2010년 3월 2일 : 경상북도교육청 교과교실제(C형) 운영학교 지정
- 2010년 3월 2일 : 경상북도교육청 자율학교 지정
- 2012년 3월 1일 : 교육과학기술부 사교육 절감형 창의경영학교 지정
- 2015년 3월 30일 : 호연관(체육관) 준공
- 2018년 4월 18일 : 육상부 창단
- 2020년 3월 1일 : 제15대 교장 정인수 선생 취임
- 2021년 4월 12일 : 제15대 김증환 이사장 취임
- 2023년 1월 3일 : 제47회 졸업식 졸업생 122명 (총 졸업생 10,964명)

## 참고 자료
- 영동고등학교 - 한국교육학술정보원 학교알리미